# Meadowlands del New Jersey

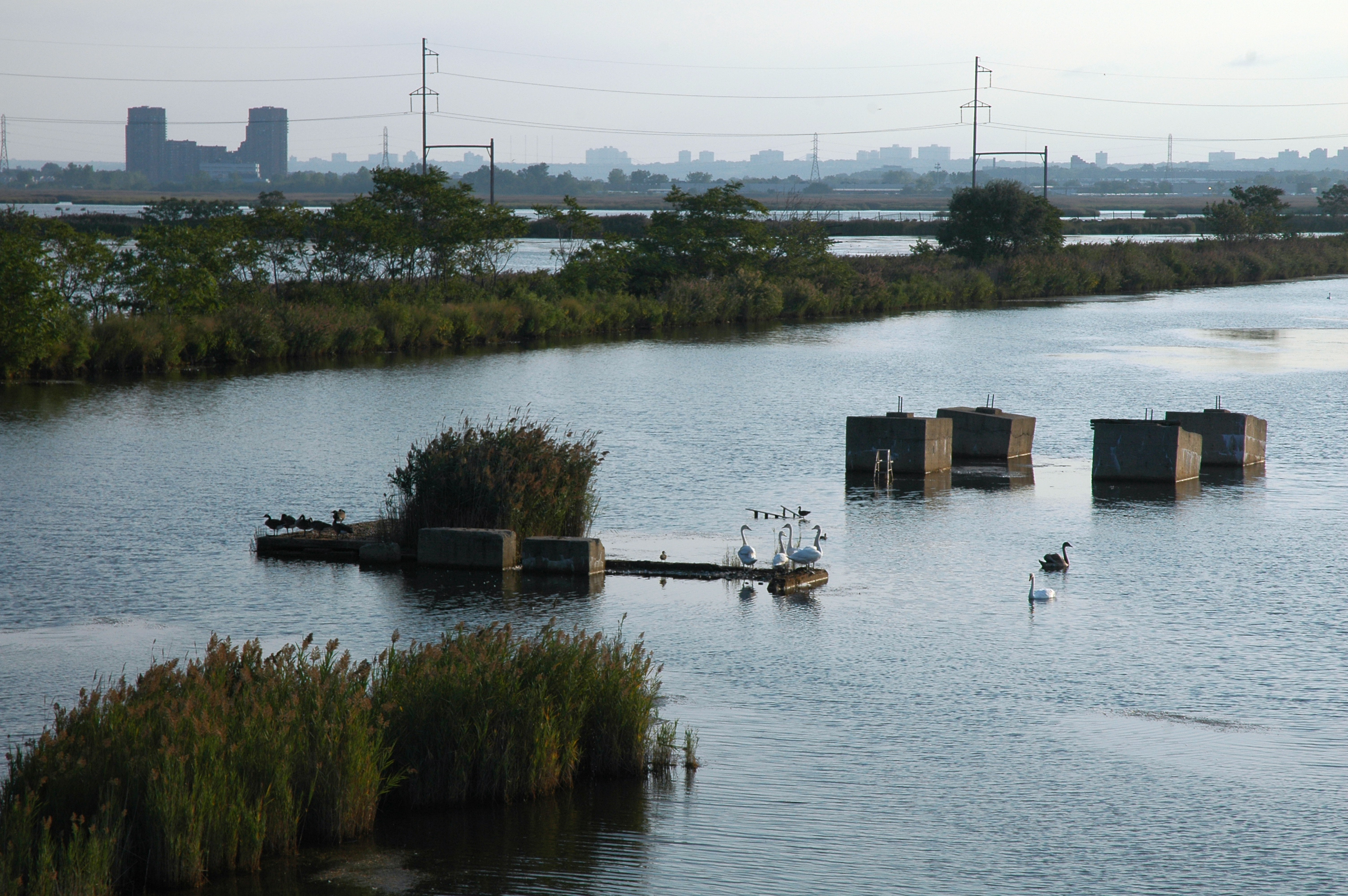
I Meadowlands del New Jersey

I Meadowlands del New Jersey è un nome generico per l'ecosistema di palude nel New Jersey, nel nord degli Stati Uniti d'America. I Meadowlands sono famigerati per essere il sito di discariche e decenni di maltrattamento dell'ambiente. Corrono principalmente lungo il fiume Hackensack e il fiume Passaic prima di fluire nella Baia di Newark. Consistono di 34 km² di terra aperta e non sviluppato oltre alle vaste aree sviluppate.